# 郁文堂
株式会社郁文堂（いくぶんどう）は日本の出版社。

## 概要
本社は東京都文京区本郷にある。出版物は語学関連、特にドイツ語の図書に特化していて、ドイツ語技能検定試験（独検）関連の参考書・問題集を多数出版している。
元は1899年に東京大学（当時は東京帝国大学）の土地となっている場所に信州出身の大井久五郎が創業した書店であった。1909年、大学拡張に伴い、帝大正門前通りの向かい側、森川町80番地（本郷6-17-10）に移転。芥川龍之介が一高、帝大在学中に出入りしたことを『その頃の赤門生活』などに記している。なお、書店は1994年頃に屋号をおろしている。
その後、書店と出版社を分離し、本社を1969年に移転。本社建物は1923年4月に日本昼夜銀行本郷支店（1933年に安田銀行に合併、1948年に富士銀行に改称）として建築された。関東大震災でも損傷なく、また東京大空襲の際も被害が軽微であったことから、建築当時のままの姿を見せている。
2025年4月1日、本社を移転した。

## 主な出版物
辞書
- エクセル独和辞典
- 郁文堂 独和辞典
- 郁文堂 和独辞典

## ギャラリー

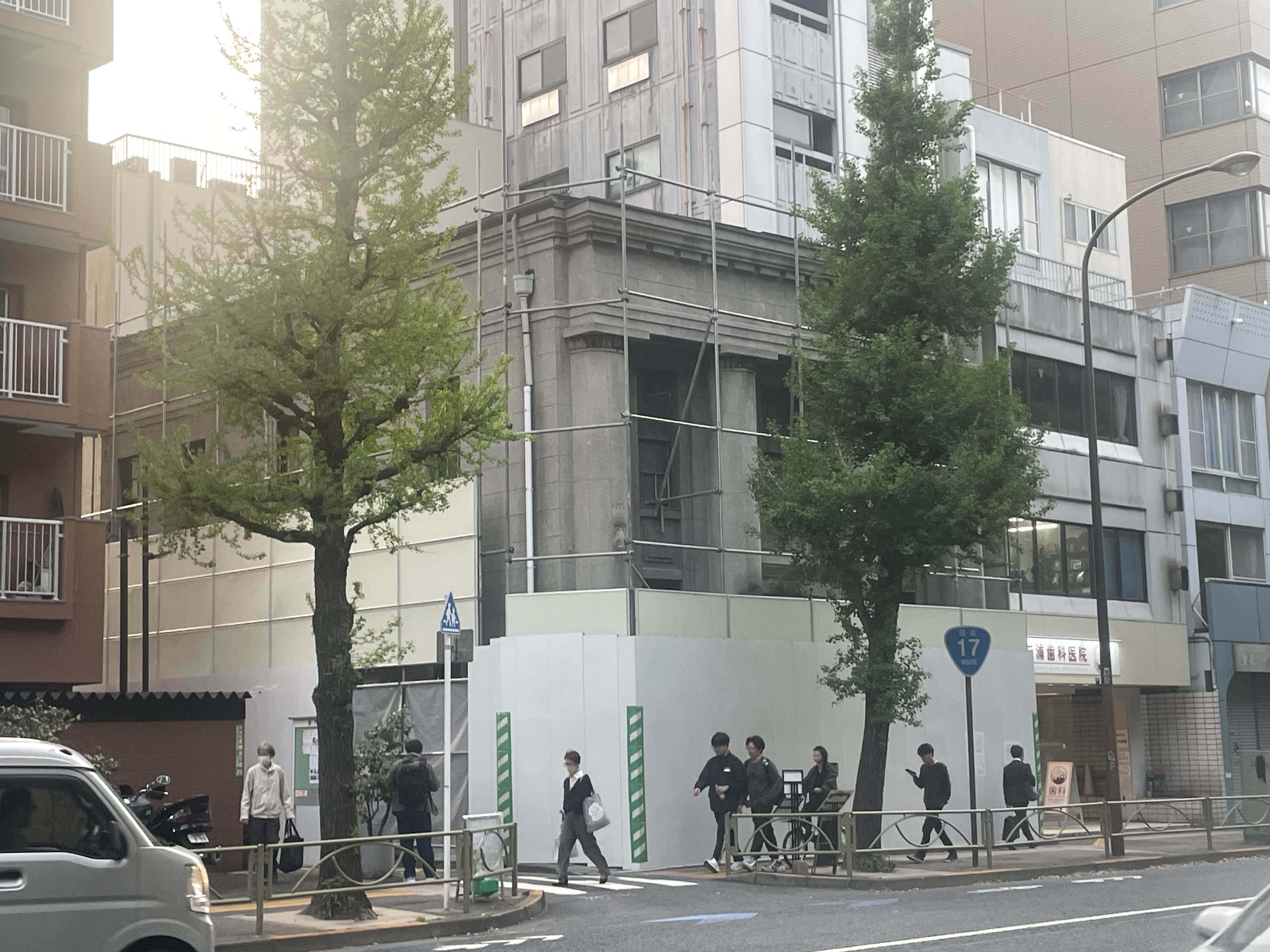
工事中の旧社屋 (2025年)
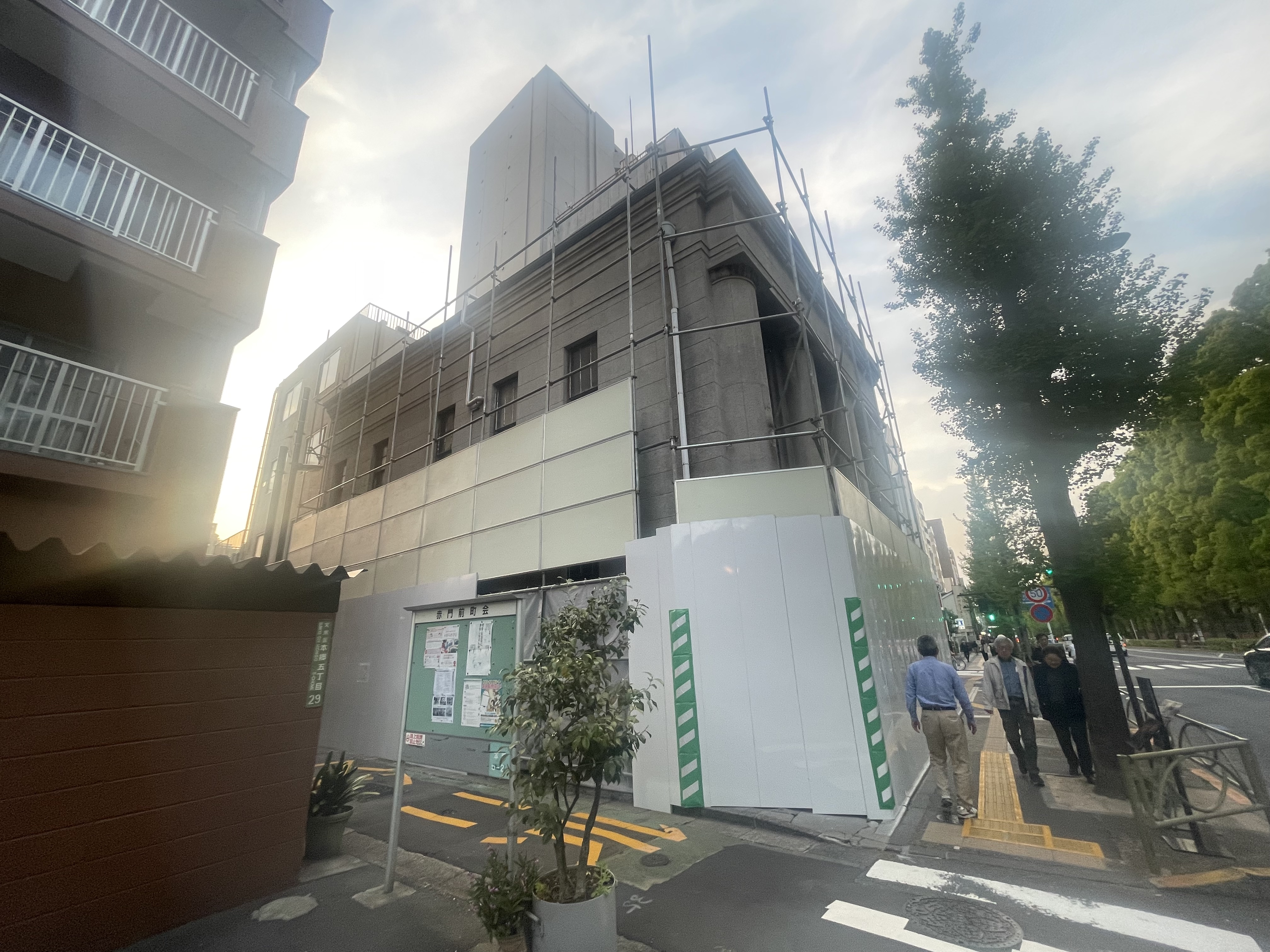
工事中の旧社屋 (2025年)